# Saint-Martin-de-Bossenay
Saint-Martin-de-Bossenay ist eine französische Gemeinde mit 350 Einwohnern (Stand: 1. Januar 2022) im Département Aube in der Region Grand Est (vor 2016 Champagne-Ardenne); sie gehört zum Arrondissement Nogent-sur-Seine und zum Kanton Saint-Lyé. 

## Geographie
Saint-Martin-de-Bossenay liegt etwa 30 Kilometer nordwestlich von Troyes. Umgeben wird Saint-Martin-de-Bossenay von den Nachbargemeinden Gélannes im Norden, Pars-lès-Romilly im Nordosten, Ossey-les-Trois-Maisons im Osten und Südosten, Marigny-le-Châtel im Südosten und Süden, Rigny-la-Nonneuse im Süden und Südwesten, La Fosse-Corduan im Westen sowie Saint-Loup-de-Buffigny im Westen und Nordwesten.
Im Gemeindegebiet wird Erdöl gefördert.

## Bevölkerungsentwicklung
| Jahr                       | 1962 | 1968 | 1975 | 1982 | 1990 | 1999 | 2006 | 2011 | 2019 |
| Einwohner                  | 333  | 309  | 317  | 324  | 309  | 316  | 371  | 373  | 366  |
| Quellen: Cassini und INSEE |      |      |      |      |      |      |      |      |      |

## Sehenswürdigkeiten
- Kirche Saint-Martin aus dem 12. Jahrhundert

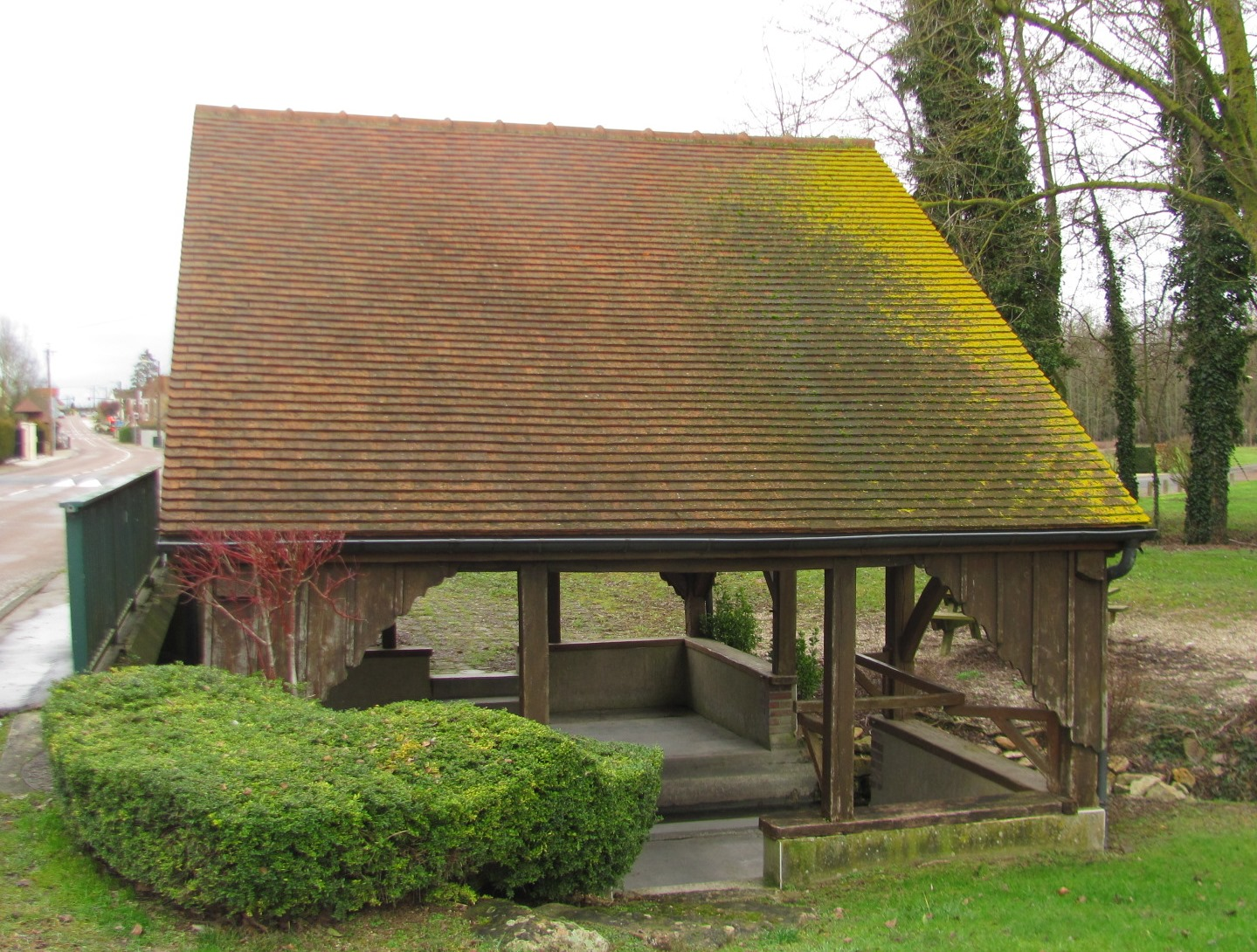
Lavoir

- Lavoir (ehemaliges Waschhaus)